# Kiko Mizuhara

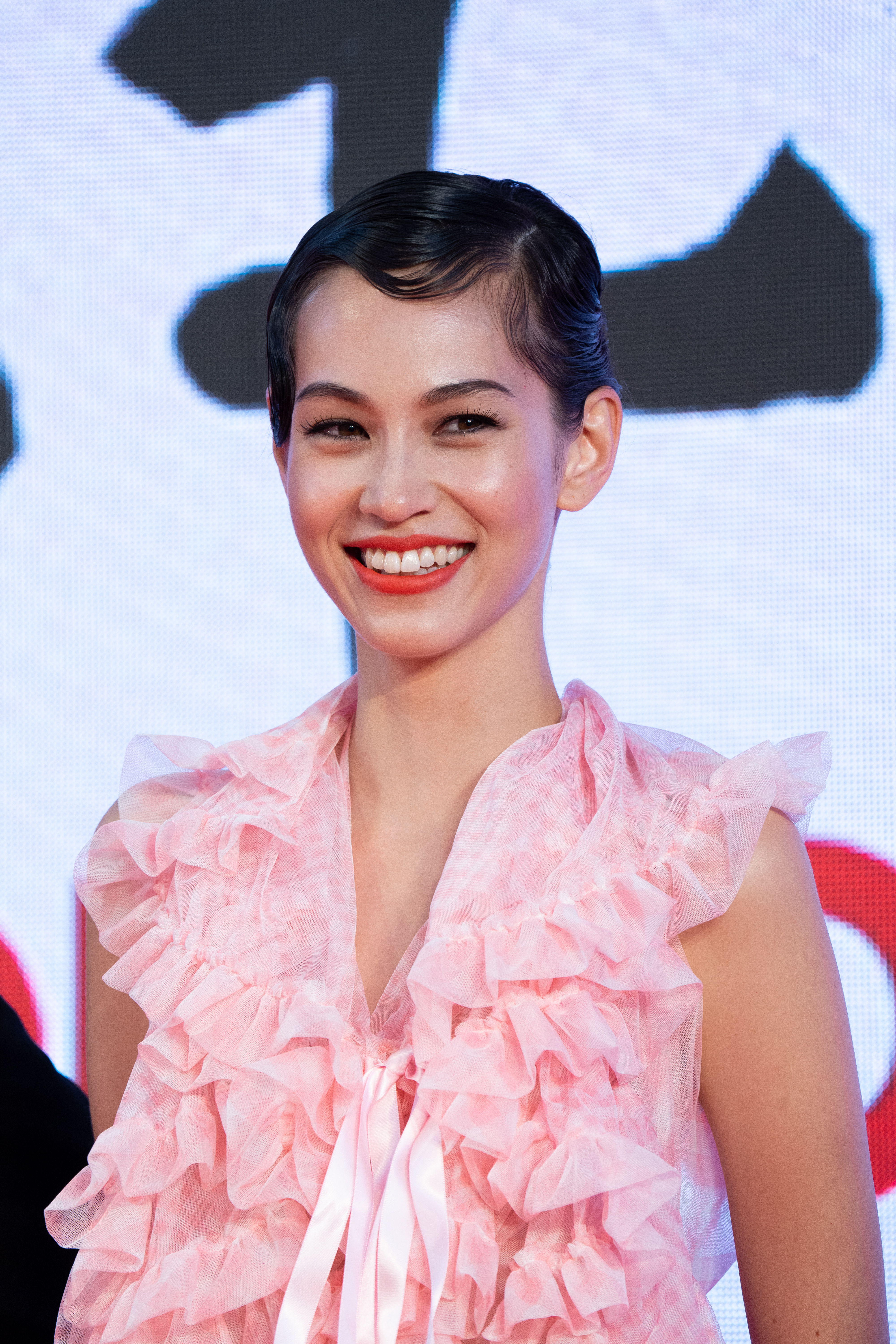
Kiko Mizuhara auf dem Tokyo International Film Festival 2019.

Kiko Mizuhara (japanisch 水原 希子, Mizuhara Kiko; * 15. Oktober 1990 in Dallas, Texas, USA als Audrie Kiko Daniel) ist ein japanisches Model, Schauspielerin und Designerin.

## Leben
Kiko Mizuhara wurde als Tochter eines US-Amerikaners und einer Japanerin koreanischer Abstammung in Dallas (Texas) geboren. Als sie zwei Jahre alt war, zog die Familie nach Kobe in Japan. Dort kam auch ihre jüngere Schwester Ashley Yuka (Yuka Mizuhara) zur Welt. Als sie 13 Jahre alt war, ließen sich ihre Eltern scheiden und ihr Vater kehrte in die USA zurück.
2010 gab sie ihr Schauspieldebüt in der Filmadaption Naokos Lächeln als Midori an der Seite von Kenichi Matsuyama und Rinko Kikuchi. 2012 spielte sie eine Nebenrolle in Helter Skelter von Mika Ninagawa. Der Film basiert auf dem gleichnamigen Manga von Kyōko Okazaki. Es folgten weitere Rollen in I’m Flash! (2012), Platina Data (2013) und Trick The Movie: Last Stage (2014). 2015 spielte sie die Mikasa in der Mangaverfilmung Attack on Titan und der Fortsetzung Attack on Titan: End of the World.

## Filmografie (Auswahl)

### Filme
- 2010: Naokos Lächeln
- 2012: Helter Skelter
- 2012: I’m Flash!
- 2013: Platina Data
- 2014: Trick The Movie: Last Stage
- 2015: Attack on Titan
- 2015: Attack on Titan: End of the World
- 2021: Ride or Die

### Fernsehserien
- 2013: Yae no Sakura
- 2014: Shitsuren Chocolatier
- 2014: Nobunaga Concerto
- 2015: Kokoro ga Pokitto ne (心がポキッとね)
- 2019: Queer Eye We’re in Japan!